# Jämtlands flyg- och lottamuseum
Jämtlands flyg- och lottamuseum, är samgrupperat Teknikland, men med fristående verksamhet. Museet ligger vid Optands flygfält, 9 km från centrala Östersund. 

## Historik
Museet invigdes hösten 1994 och öppnades våren 1995 för besökare. Flygmuseet drivs av medlemmar i Svensk Flyghistorisk Förenings avdelning i Jämtland-Härjedalen. Museet har över 30 flygplan och mycket kringutrustning som allt har en anknytning till Jämtland och Härjedalen. Det finns både civil och militär flyghistoria. Den militära delen består främst av material från avvecklade flygflottiljen Jämtlands flygflottilj (F 4). Andra utställda militärflygplan är J 29, J 32, J 35, JA 37, Sk 16 och SK 60 samt kringutrustning.
Området kring museet är ett väl bevarat krigsflygfält från 1940-talet med värn och gamla hangarer, kamouflerade som bondgårdar, från beredskapstiden. Vid ny dragning av E14 anlades en ny belagd bana som en del av en ny vägbas. Den äldsta byggnaden är en matsal från tiden när flygfältet anlades, vilket nu inrymmer Lottamuseet, som innehåller en utställning om Lottornas historia från 1920-talet och framåt. En hall för Viggensystemet planeras att byggas i anslutning till nuvarande hall, tänkt för fyra kompletta Viggen i olika versioner. En JA 37 Viggen är också placerad vid E14 som blickfång.
Det civila inslaget i museet består av segelflyg, fallskärmshoppning, ett hundratal modellflygplan, den legendariske flygaren Gunnar Spökis Andersson, och mycket mera.
Ope flygfält används i dag av Östersunds flygklubb med motor- och segelflyg, Östersunds Fallskärmsklubb och Östersunds Modellflygklubb.